# Максютинская волость
Максютинская волость — упразднённая в 2015 году административно-территориальная единица 3-го уровня и муниципальное образование со статусом сельского поселения в Себежском районе Псковской области России.
Административный центр — деревня Кицково.

## География
Территория волости граничит на западе с сельским поселением Себежское (бывшей Дубровской волостью), на юге — с Мостищенской волостью, на юго-востоке — с городским поселением Себеж, на востоке — с Красноармейской волостью Себежского района, на севере — с Опочецким районом Псковской области.
На территории волости расположены озёра: Кицковское (0,7 км², глубиной до 6 м),Рыбно (0,2 км², глубиной до 7 м), Островито к югу от д. Родионово (0,2 км², глубиной до 2,5 м) и др.

## Население
| 2002 | 2010 | 2012 | 2013 | 2014 | 2015 |
| ---- | ---- | ---- | ---- | ---- | ---- |
| 763  | ↘522 | ↘490 | ↘466 | ↘457 | ↘448 |

## Населённые пункты
В состав Максютинской волости входила 31 деревня: Кицково, Большое Нижнее, Влазовичи, Воронцово, Гречухино, Гвозды, Дорбыши, Дроздцы, Казихи, Китово, Курилово, Левново, Лешани, Литвиново, Максютино, Малое Нижнее, Малюзино, Масенково, Мацково, Мельница, Погорелово, Пустыньки, Райково, Ржавки, Родионово, Рыбно, Ходюки, Чертово, Шершни, Шушково, Яловки.

## История
Постановлением Псковского областного Собрания депутатов от 26 января 1995 года все сельсоветы в Псковской области были переименованы в волости, в том числе Максютинский сельсовет был превращён в Максютинскую волость.
Законом Псковской области от 28 февраля 2005 года в границах волости было также создано муниципальное образование Максютинская волость со статусом сельского поселения с 1 января 2006 года в составе муниципального образования Себежский район со статусом муниципального района.
Законом Псковской области от 30 марта 2015 года волость была упразднена и 11 апреля 2015 года включена в состав городского поселения Идрица.